# عائلة فلورا
عائلة فلورا عائلة كويكبات عبارة عن تجمع كبير من كويكبات النوع أس في الحزام الرئيسي الداخلي، منشأ عائلة فلورا غير مفهوم في الوقت الحاضر. ما يقرب من 4-5٪ من جميع الكويكبات في الحزام الرئيسي تنتمي إلى هذه العائلة.
بسبب حدودها غير المحددة بوضوح، وموقع حركة كويكب فلورا 8 الذي تنسب الية هذة العائلة حيث يقع بالقرب من الحافة، هذة المجموعة من الكويكبات أحيانا تسمى عائلة أريادن.قد تكون عائلة فلورا من الكويكبات هي مصدر فوهة تشيكشولوب حيث يرجح انها سبب موجة الانقراض الكبيرة التي حدثت قبل 65 مليون سنة، بين العصرين الطباشيري والثلاثي المعروفة بأسم انقراض العصر الطباشيري-الثلاثي ويُشتهر بين العامة باسم انقراض الديناصورات.

## خصائص

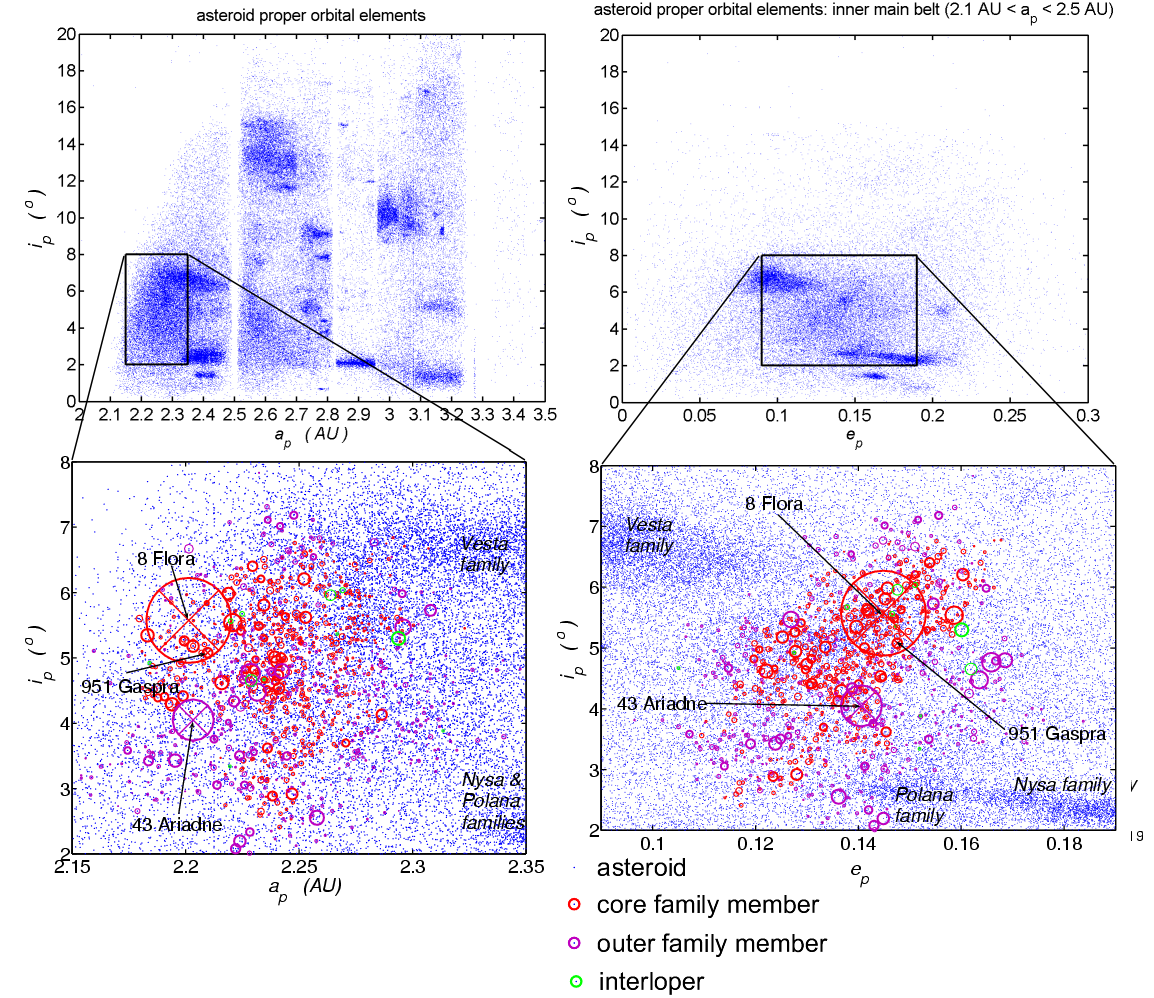
موقع وبنية عائلة فلورا

أكبر عضو هو كويكب فلورا 8 يبلغ قطرة 140 كم، وتقدر كتلة بحولي 80٪ من مجموع كتلة العائلة .متوسط المسافة من الشمس 2.169 -2.211 وحدة فلكية ويقدر عمر عائلة فلورا مابين: 500 مليون- 1 مليار سنة
ويقدر عدد أعضاء عائلة فلورا بحوالي: 819، وكلها تحت 31 كم في القطر وعدد 170 جرم تتداخل مدارتها مع عائلة فلورا .
ثاني أكبر عضو هو الكويكب 36 Ariadne بقطر 66 كم.